# Frits Kalff

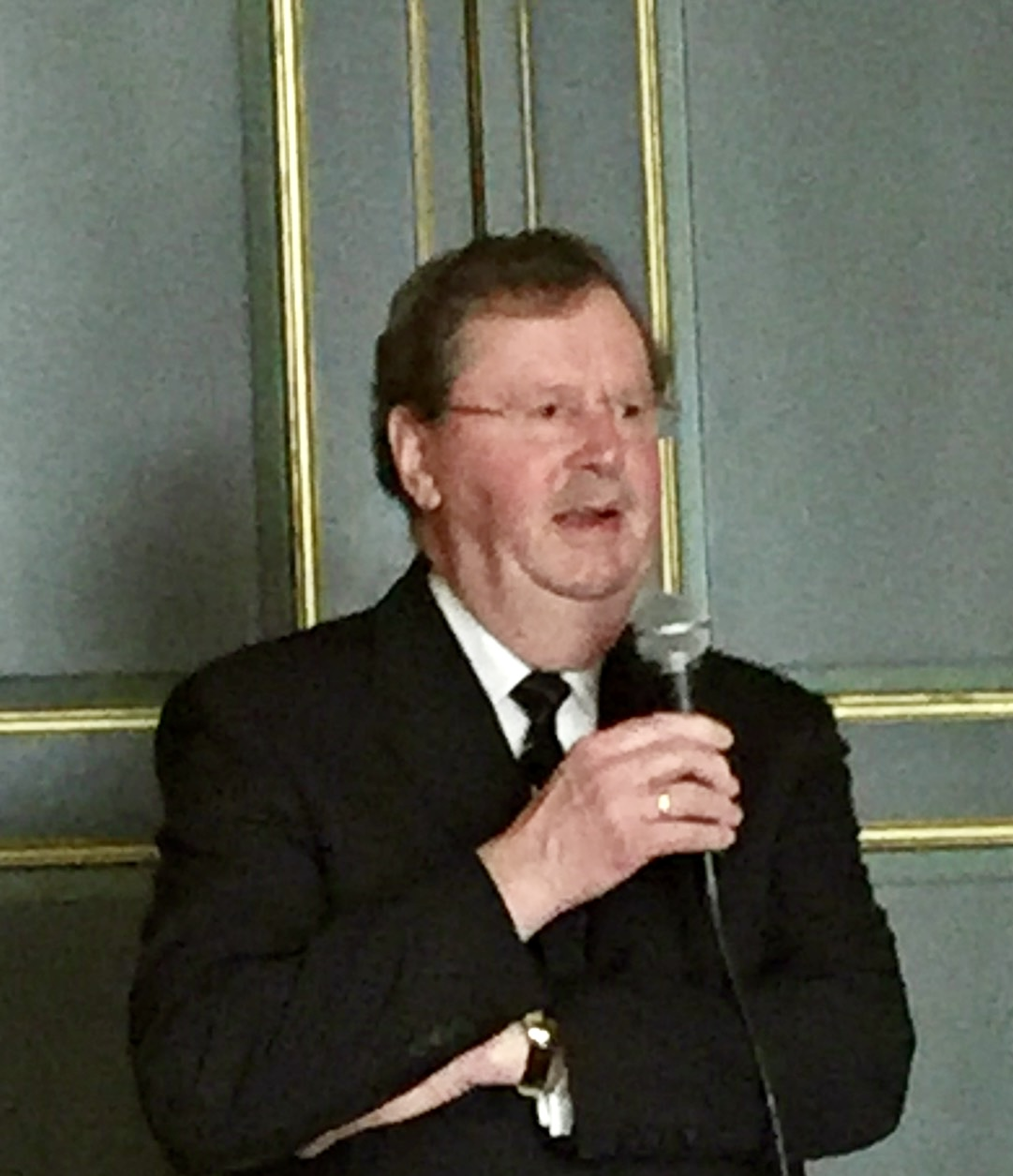

Mr. Cornelis Reinier Frederik Kalff (Den Haag, 21 april 1934 – Wassenaar, 12 maart 2023) was een Nederlandse verzekeraar. Frits Kalff was een zoon van J.H.A.A. Kalff en C.H.R. Francken. Hij diende bij de Koninklijke Luchtmacht van 1953-1955, waar hij eerste luitenant werd. Daarna studeerde hij rechten.

## Werk

### De Onderlinge
Frits Kalff was sinds 1963 directiesecretaris bij de Onderlinge 's-Gravenhage, en van 1966-1974 adjunct-directeur. Van 1974 tot 1999 was hij directeur.

### Neerlandia
In 1975-1980 was hij lid van de Raad van Commissarissen van Neerlandia van 1880, een 100% dochtermaatschappij (schadeverzekering), in 1880 opgericht door Jelle Troelstra, de vader van Pieter Jelles Troelstra, die na de dood van zijn vader zelf tot 1930 directeur was. Kalff werd in 1978 waarnemend directeur en was directeur van 1980 tot 1999.

### De Hoop
Van 1978-1999 was hij tevens directeur van Levensverzekering-Maatschappij De Hoop, een herverzekeringmaatschappij, waarvan de aandelen elk voor een derde in handen zijn van de Onderlinge, AEGON en Nationale-Nederlanden. De Hoop herverzekert anormale risico's (alleen levensverzekeringen) zoals kanker, hart- en suikerziekten.
Kalff was dus gelijktijdig directeur van de Onderlinge, Neerlandia en De Hoop, evenals zijn opvolger. Het kantoor van De Hoop is sinds 1905 in verschillende panden aan de Zeestraat in Den Haag gevestigd.

## Nevenfuncties
Naast zijn gewone werk bekleedde Kalff veel nevenfuncties, gerelateerd aan zijn werk. Hij was onder meer
- 1974-1995: 21 jaar lid/vicevoorzitter Sociale Commissie waarvan 10 jaar lid/vicevoorzitter Onderhandelingsdelegatie
- 1990-1995: lid/penningmeester/vicevoorzitter Verbond van Verzekeraars
- 1990-1995: lid/vicevoorzitter Nederlandse Vereniging van Levensverzekeraars
- 1987-1995: Voorzitter Paritaire Commissie Pensioenen Verbond van Verzekeraars

Daarnaast heeft hij veel vrijwilligerswerk gedaan, waaronder
- Wilhelmina Alida Stichting: van 1974-1992 was hij penningmeester van de stichting, die het Van Ommerenparkcomplex exploiteert. Daarna bekleedde hij nog driemaal een bestuursfunctie bij deze stichting.
- Van Ommeren-De Voogt Stichting (VOS): voorzitter van 2002-2009. De stichting ondersteunt andere stichtingen en zij fourneert gelden voor charitatieve, sociale en culturele doelen. In het bestuur van de VOS zitten de voorzitters van de besturen van het WAVO-park, het Johannahuis, Rust en Vreugd en de Wilhelmina Alida Stichting (WAS) en vijf onafhankelijke leden.
- Sinds de oprichting in 1976 is Kalff voorzitter van de Stichting Tennispark Kasteel Oud-Wassenaar
- Rotary Nederland: voorzitter Gouverneursberaad 2000-2001
- Stichting Kinderen Molenaar: secretaris 1975-2002
- Stichting Vrienden van het Mauritshuis: voorzitter 1996-2002
- Stichting Tegemoetkoming Bijzondere Omstandigheden: 2002-2009
- Voorzitter van de Familievereeniging Kalff

## Onderscheidingen
- In Wassenaar is op het Zandje een plantsoen naar hem genoemd, het Frits Kalffplantsoen.
- Op zijn 75ste verjaardag reikte burgemeester Jan Hoekema aan Kalff de Erepenning van de Gemeente Wassenaar met bijbehorende oorkonde uit, in het Van Ommeren Park-Johannahuis.[2]
- In 1942 kregen Frits Kalff en zijn zusje Mary Hoekstra-Kalff tijdelijk een vierjarig Joods broertje, die na de oorlog naar de Verenigde Staten verhuisde. Het 'broertje' is inmiddels overleden, maar zijn weduwe ontmoette Kalff in 2009 in Nederland. Diens ouders ontvingen postuum de Jad Wasjem-onderscheiding Rechtvaardige onder de Volkeren (Righteous Among the Nations) als dank voor het herbergen van de kleine jongen tijdens de oorlog.
- Officier in de Orde van Oranje-Nassau (1993)[3]

Frits Kalff was een achterneef van Jan Kalff.
Hij overleed op 88-jarige leeftijd.